# Cotesia phigaliae
Cotesia phigaliae är en stekelart som först beskrevs av Muesebeck 1919.  Cotesia phigaliae ingår i släktet Cotesia och familjen bracksteklar. Inga underarter finns listade i Catalogue of Life.